# Кануни
Кануни́ — село в Україні, у Стриївській сільській територіальній громаді Звягельського району Житомирської області. Населення становить 367 осіб (2001).

## Населення

### Мова
Розподіл населення за рідною мовою за даними перепису 2001 року:
| Мова       | Кількість | Відсоток |
| ---------- | --------- | -------- |
| українська | 356       | 97.00 %  |
| російська  | 7         | 1.91 %   |
| румунська  | 4         | 1.09 %   |
| Усього     | 367       | 100 %    |

## Історія
В 1906 році — село Смолдирівської волості Новоград-Волинського повіту Волинської губернії. Відстань від повітового міста 10 верст, від волості 10. Дворів 96, мешканців 587.
4 грудня 2018 року включене до складу новоутвореної Стриївської територіальної громади Новоград-Волинського (згодом — Звягельський) району Житомирської області.